# Col Bassac Déré
Il Col Bassac Déré (pron. fr. AFI: [kɔl basak deʁe]) è un valico alpino della Valle d'Aosta. Mette in comunicazione il comune di Valgrisenche e il comune di Rhêmes-Notre-Dame, e si trova ad un'altezza di 3.082 m s.l.m.

## Accesso

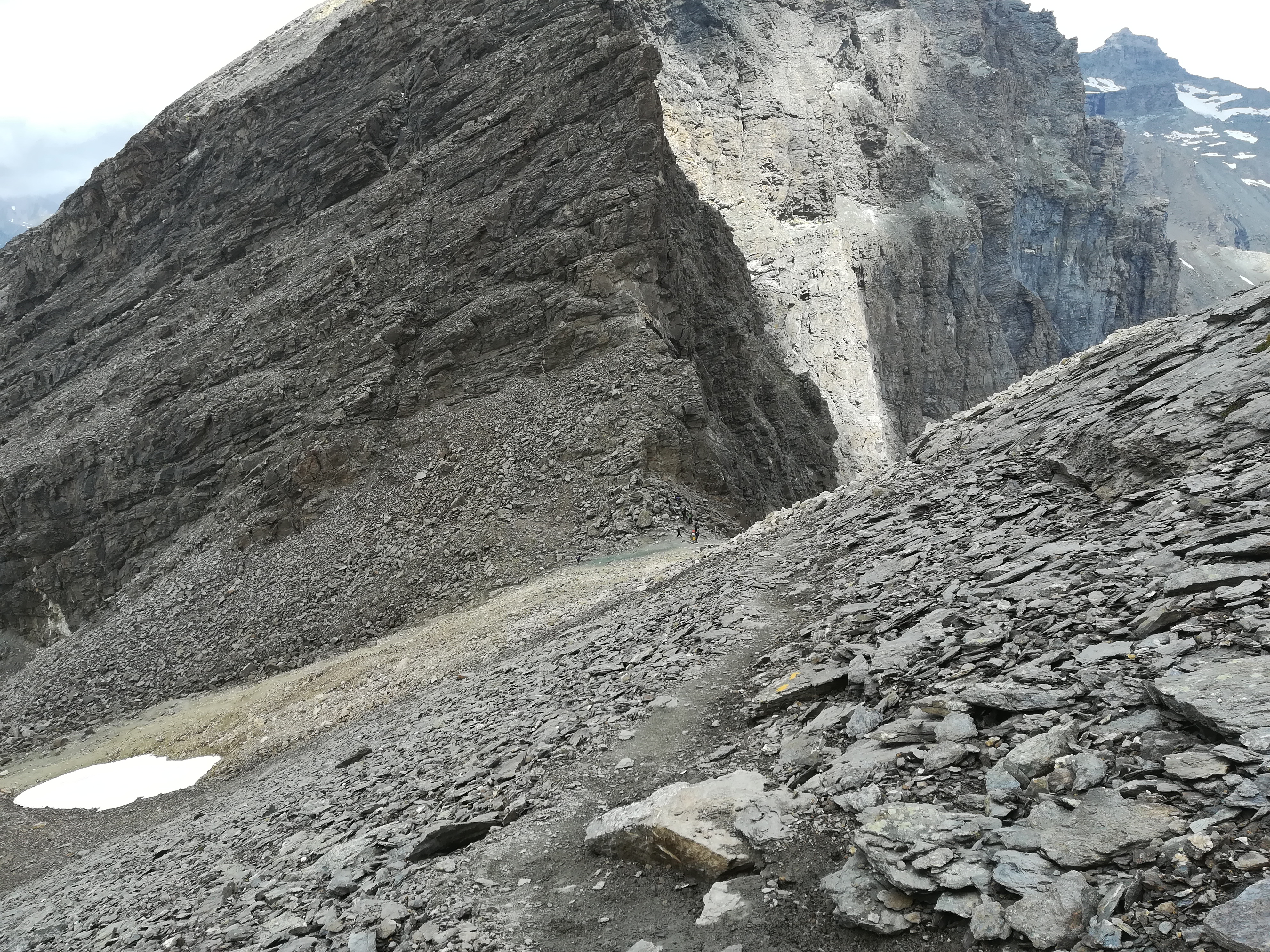
Il colle visto dal primo tratto di sentiero che conduce alla Becca della Traversière.

È raggiungibile partendo dal Rifugio Mario Bezzi o dal Rifugio Gian Federico Benevolo.
La salita dal rifugio Benevolo consiste dapprima di innalzarsi sul fianco della valle per ripido sentiero; in seguito ci si inoltra nella valletta occupata dal lac de Golette (2.751 m) ed infine si risale l'erto pendio che conduce al colle.

## Itinerari
Dal colle si raggiunge in meno di un'ora la Becca della Traversière.